# Palladium země české
Palladium země české je kovový gotický reliéf Madony s dítětem (19 × 13,5 cm), v pozdějším rámu posázeném drahokamy, uchovávaný ve staroboleslavském poutním chrámu Nanebevzetí Panny Marie. Pochází patrně z 80. let 14. století. Jde o unikátní mariánskou ikonu, vyobrazení, které je díky legendám a svým historickým osudem  českými katolíky tradičně spojováno se zvláštní ochrannou mocí nad českými zeměmi, pokud sjednocuje modlitby věřících k Bohu.[zdroj⁠?!] Významem bývá někdy katolíky srovnáváno s korunovačními klenoty.

## Historie

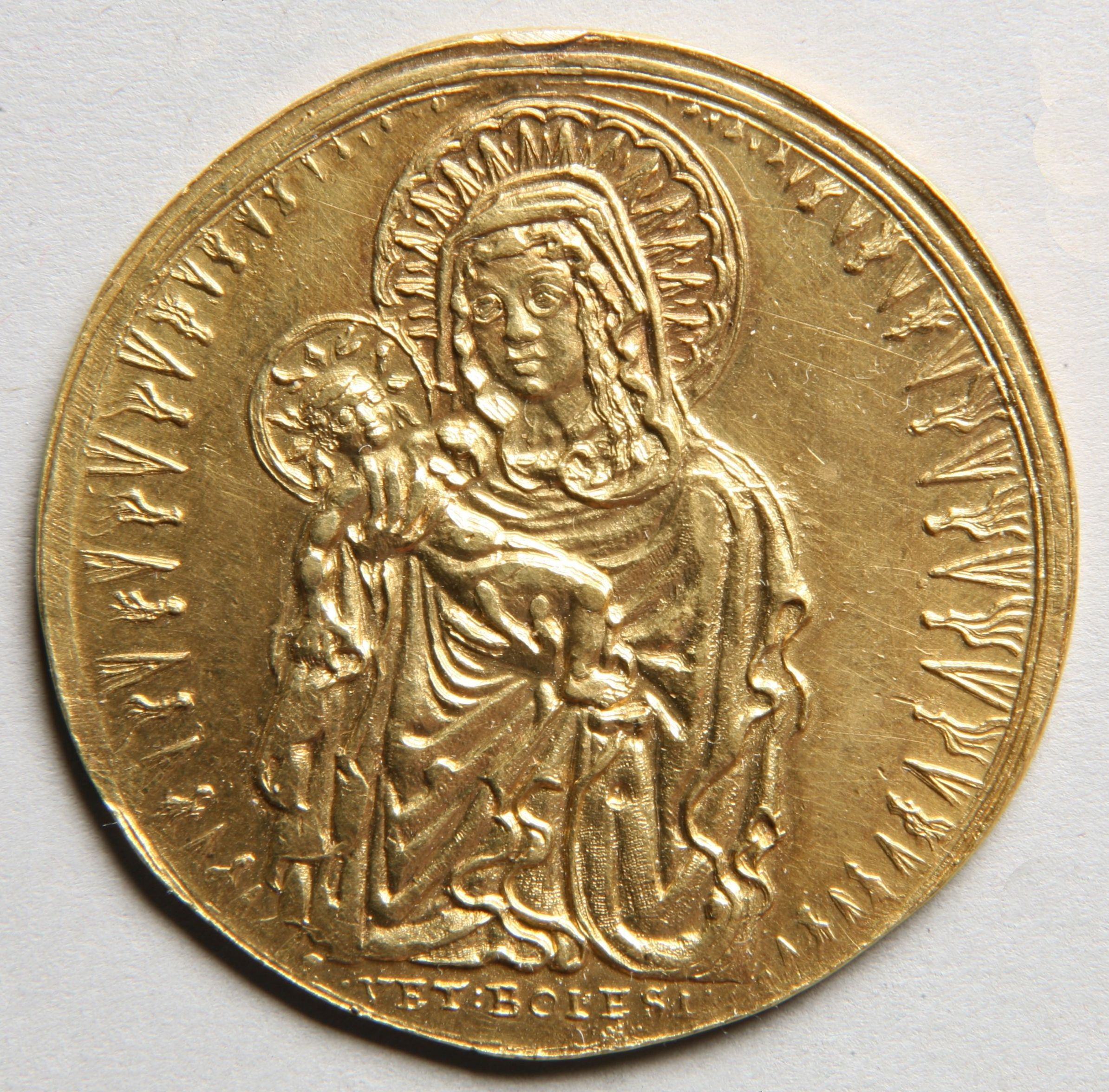
Medaile na návrat Palladia, Salomon Škultét, 1638 (avers)

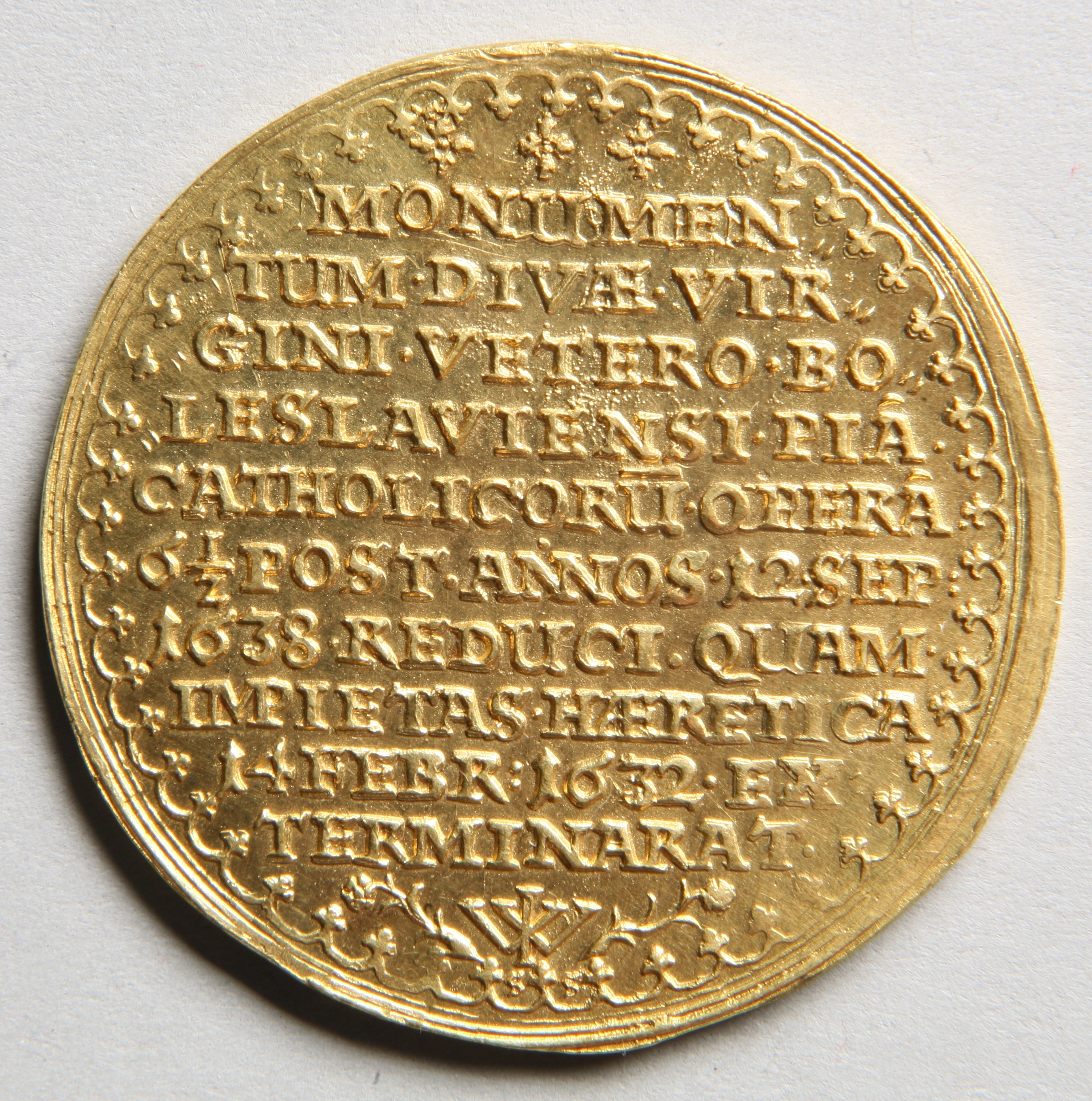
Medaile na návrat Palladia (revers s letopočtem 1638)

### Pověsti o původu
Podle pověsti dostala sv. Ludmila od sv. Metoděje při svém křtu společně s dalšími předměty potřebnými ke konání křesťanských bohoslužeb kovový obrázek, na kterém je vyobrazena Panna Maria s Ježíškem v náruči. Měl být ulit z tzv. korintské mědi.
Podle jiné pověsti sv. Ludmila po svém křtu odevzdala sv. Metodějovi všechny kovové pohanské bůžky, aby z nich dal odlít křesťanské bohoslužebné nádoby. Kromě nádob zhotovil neznámý byzantský mistr také kovový obrázek Panny Marie pro sv. Ludmilu. Ludmila si reliéf odnesla na svůj hrad Tetín, kde jej vroucně uctívala. Po její mučednické smrti (15.–16. 9. 921) jej zdědil její vnuk Václav, kterého vychovala v mariánské úctě, a nosil jej ustavičně u sebe. Měl jej také při válečném tažení do Kouřimi proti zlickému vévodovi Radslavovi. Tomu Václav, aby předešel krveprolití, navrhl, že místo bitvy se spolu utkají jen oni dva, na místě dnes zvaném „Přistoupim“ mezi Českým Brodem a Tuchorazí. Radslav se zalekl, když viděl kříž na Václavově helmici a kolem svatého Václava dva anděly, a podrobil se pražskému knížeti bez boje, řka „přistoupim na Tvoje podmínky“.
Když byl svatý Václav 28. září 929 (nebo 935) úkladně zavražděn svým bratrem Boleslavem a jeho druhy ve Staré Boleslavi na prahu kostela sv. Kosmy a Damiána, byl s ním i jeho pobočník a věrný druh blahoslavený Podiven. Věděl o Václavově duchovní úctě k mariánskému reliéfu, nechtěl jej nechat potupit od vrahů svého pána, sejmul jej z hrudi mrtvého knížete a utíkal pryč z města. Vrahovi komplicové se báli, že unikne nepohodlný svědek, a jali se Podivena pronásledovat. Podiven viděl, že před nimi neunikne, zahrabal reliéf do země na vršku za Boleslaví, a prchal dále k lesu (údajně se mu podařilo ještě zabít jednoho z Václavových vrahů v lázni). Na jeho pokraji ho však komplicové dostihli a na jednom ze stromů oběsili. Od té doby byl mariánský reliéf téměř na dvě a půl století ztracen. Barokní legendy potom propojily osud Palladia s dalšími českými patrony sv. Vojtěchem, sv. Prokopem, sv. Janem Nepomuckým aj.)
Podle další dochované pověsti kolem roku 1160, za doby panování Vladislava I., jakýsi rolník oral na svém poli. Najednou se však jeho koně zastavili a nechtěli jít dál. Několikrát koně mocně pobídl, aby se hnuli, a když se dali opět do kroku, zaryl se pluh hlouběji a v brázdě se objevil lesklý kovový obrázek. Odnesl si jej domů a druhý den ráno užasl, když zjistil, že obrázek zmizel. Ale ještě více se podivil, když kovový obrázek opět nalezl na místě, odkud ho předešlý den vzal. Když se to opakovalo i další dva dny, vzal obrázek a donesl jej kanovníkům staroboleslavské kapituly a vyprávěl jim, co se mu přihodilo. Ti reliéf umístili do kostela sv. Václava. Jenže se opakovalo to, co se dělo oráčovi, ráno byl reliéf vždy na původním místě nálezu. Posléze kanovníci pochopili, že Panna Maria si přeje být uctívána na místě, kde ji rolník našel, a vystavěli tam kapli, na jejímž místě dnes stojí chrám Panny Marie. Obraz umístili na oltář.

### Středověk
Milostný reliéf Palladia byl podle tradice uchováván v kostele Panny Marie na staroboleslavském předhradí, o kterém se zmiňují již raně středověké prameny. Duchovní význam Staré Boleslavi stoupal po založení Kolegiátní kapituly knížetem Břetislavem I. (po roce 1039), a byla to právě kapitula, která vedle místa mučednické smrti sv. Václava pečovala podle tradice také o mariánský kult. Stará Boleslav je tak považována za nejstarší mariánské poutní místo v Čechách. O významu místa vypovídají i návštěvy českých panovníků. Několikrát sem zavítal velký ctitel hlavního národního patrona sv. Václava císař Karel IV. v doprovodu pražského arcibiskupa Arnošta z Pardubic. Boleslav navštívil i císař Zikmund či král Ladislav Pohrobek, stejně jako pozdější habsburští panovníci. O mariánských poutích se středověké písemné prameny nedochovaly, pouze ústní tradice zaznamenaná až od 16. století.
Těžkým obdobím byly pro Starou Boleslav husitské války, kdy bylo město včetně kostelů těžce poškozeno. Podle tradice byl vypálen také mariánský kostel, navštěvovaný do té doby mnoha poutníky, a původní měděný reliéf Panny Marie byl roztaven na kovovou beztvarou hmotu. Kapitula před husitskými bouřemi utekla do Žitavy a nelze tak vyloučit ani variantu, že s sebou mariánský reliéf vzala stejně jako další významné památky kapitulního pokladu. V 1. polovině 15. století bylo poutní místo obnoveno a stejně tak reliéf byl nejspíše z dochované hmoty znovu odlit neznámým umělcem podle zachovaného popisu. Tato podoba reliéfu se potom zachovala dodnes.

### Symbolem katolické reformace v Čechách

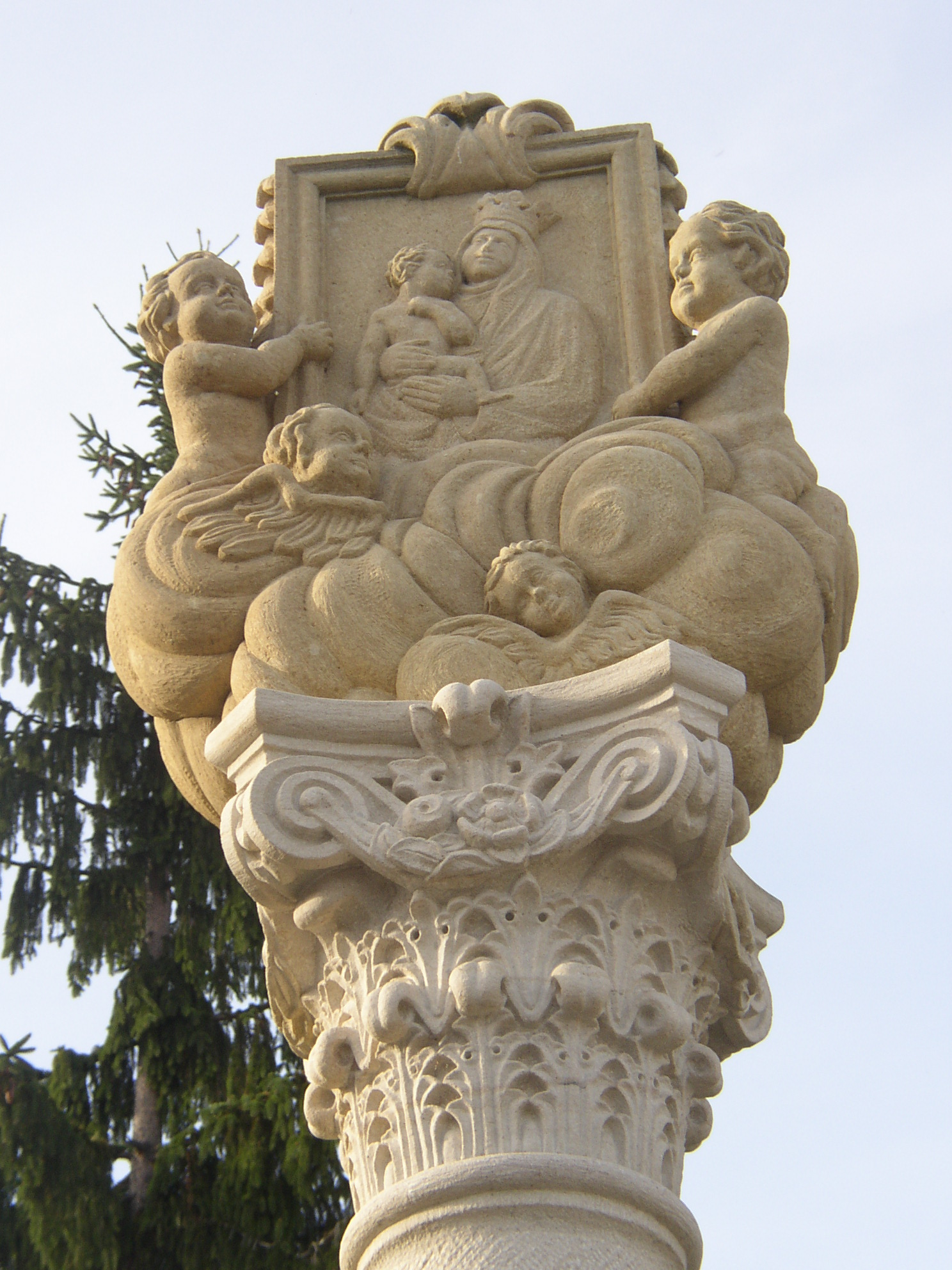
Reliéf Palladia zdobí hlavici tzv. „morového“ sloupu v Buštěhradě (okr. Kladno). Sloup nechala počátkem 18. století postavit majitelka buštěhradského panství Anna Marie Františka titulární vévodkyně sasko-lauenburská.

Od husitských válek význam Staré Boleslav upadal, i když jako poutní místo spojené se sv. Václavem uznávaným i utrakvisty nezaniká ani v dobách reformace. První zmínky přímo o mariánských poutích ke staroboleslavskému reliéfu máme zachyceny od 2. poloviny 16. století (poprvé r. 1566). Nedlouho poté je začali podporovat jezuité z Klementinské koleje. Asi nejstarším důkazem kultu Palladia ve výtvarném umění je votivní obraz císařského štolby Compagniona de Corlis v kostele sv. Tomáše na Malé Straně z r. 1588. V této době se také rozvíjí nedaleký Brandýs nad Labem, který se stává majetkem panovníka (1547) a posléze jeho venkovskou rezidencí, čímž byla posílena rekatolizace v kraji.
Na sklonku panování císaře Rudolfa II., v době náboženských sporů protestantů s katolíky a krátce poté, co císař vydal 9. července 1609 Majestát, zajišťující protestantským stavům a jejich poddaným (hlásícím se k Jednotě bratrské, luterství a kalviniství) v Čechách náboženskou svobodu, zorganizovali dva horliví jezuité, P. Colens a P. Cristecius, velkolepé procesí do Staré Boleslavi k reliéfu Bohorodičky s Ježíšem o záchranu katolické víry a vlasti před protestantismem (katolíci tehdy tvořili zhruba 10 % obyvatelstva) a poněmčením, a dne 18. srpna 1609 byl tento reliéf jako symbol katolických Čech prohlášen Palladiem země České – to znamená záštitou, ochranným obrazem vlasti.

#### Novostavba mariánského kostela
Počet poutníků k Palladiu rok od roku stoupal, také zprávy o zázračných vyslyšeních proseb se rychle množily. S nástupem Rudolfova bratra císaře Matyáše na český trůn (1611–1619) význam Staré Boleslavi ještě vzrostl. Manželka císaře Anna Tyrolská byla velkou mariánskou ctitelkou a zajímala se také o Starou Boleslav. Byla to právě její osoba spolu s předními představiteli české katolické šlechty a staroboleslavskou kapitulou, kteří iniciovali vybudování nového monumentálního raně barokního kostela Nanebevzetí Panny Marie v letech 1613–1625 podle návrhu architekta Giovanni Maria Filippiho, neboť – jak praví dobové záznamy – původní svatyně již nestačila množství poutníků. Nový chrám, v němž je Palladium chováno dodnes, byl zbudován v místech původní kaple, která podle vzpomínek Bohuslava Balbína ještě v době výstavby stále sloužila. Z této doby také pocházejí první dochované záznamy o zázračných událostech, které se odehrály před obrazem P. Marie ve Staré Boleslavi, a to v díle svatovítského kanovníka Kašpara Arsenia z Radbuzy, vydaném v roce 1613. Právě v tomto spise také autor poprvé zmiňuje vyorání obrazu neznámým sedlákem, v jeho druhém vydání udává datum nálezu Palladia v roce 1160.

#### Třicetiletá válka
Při saském tažení do Prahy vtrhli 14. února 1632 do Staré Boleslavi dva saští důstojníci s vojáky a kromě jiných cenností uloupili i posvátné Palladium. Věnovali je pak plukovníku Vavřinci Hoffkirkovi, jenž nenáviděl Rodičku Boží a umínil si, že její obraz potupí. Dal 29. března na Staroměstském náměstí v Praze přímo proti Týnskému kostelu postavit šibenici a na ní oběsit jakéhosi tesařského tovaryše. Proti šibenici potom postavil dvě židle (pranýř) a na jednu z nich přibil Palladium hřebem. Dodnes je na krku Panny Marie na tuto událost památka, díra po hřebu, zakrytá šperkem. (Dobrý pozorovatel také zjistí, že Mariina tvář na reliéfu je zjizvená.) Palladium si pak Hoffkirk při ústupu saských odvezl jako válečnou kořist do Lipska, v oprávněné naději, že za ně dostane značné výkupné. Později, po šesti letech, mu za něj bylo vyplaceno na tu dobu neslýchané výkupné sto tisíc zlatých. (Pro srovnání, o jakou hodnotu šlo: menší panství se zámkem, lesy a polnostmi se dalo v té době koupit za pět tisíc zlatých.) Po vykoupení bylo Palladium slavnostně vráceno do Staré Boleslavi 12. září 1638 za účasti císaře Ferdinanda III., pražského arcibiskupa Arnošta Vojtěcha z Harrachu a velkého množství poutníků. Po návratu Palladia bylo ve Staré Boleslavi opět zaznamenáno mnoho zázračných vyslyšení a uzdravení.
Již o rok později, 1639, však do Staré Boleslavi vtrhli Švédové. Švédský vojevůdce Johan Banér nechal mnoho zdejších domů zbořit a zbudovat z nich opevnění. Chrámy nejprve z větší části ušetřil, jen severní věž kostela sv. Václava byla ubourána, vysypána sutí a na ní instalována děla proti Brandýsu, ale 27. června byly také svatyně vyloupeny a oltáře zcela zničeny. Palladium a klenoty z chrámu Nanebevzetí Panny Marie se díky prozíravé opatrnosti děkana Bílka podařilo včas přenést do Prahy. Benigna Kateřina z Lobkowicz je odvezla do Vídně císařovně Marii Anně, dceři španělského krále Filipa III. a manželce Ferdinanda III., která nechala reliéf ozdobit materiály dovezenými ze španělských držav v Indii, perlami, korunkou a trůnkem z ebenu, zlata, perel a velkých smaragdů. Poté, co odtáhla švédská vojska v roce 1640, zůstávalo Palladium stále ve Vídni. To však neodrazovalo poutníky do Staré Boleslavi, kteří nadále přicházeli na velkolepé poutě, jako například tu od 7. do 8. září, kdy se celou noc střídala kázání, zpěvy a modlitby před osiřelým oltářem. Až po osmi letech, po korunovaci Ferdinanda IV. českým králem, bylo na prosbu těžce nemocné císařovny Marie Anny předáno pražskému arcibiskupovi Arnoštu z Harrachu se žádostí o slavnostní navrácení na původní místo. A tak byl 19. srpna 1646 vypraven velkolepý průvod z Prahy, ze všech pražských kostelů prý vycházeli poutníci k chrámu sv. Víta, od něhož se průvod v čele s Palladiem vydal do Staré Boleslavi. Když se o dva roky později začali blížit k Čechám Švédové, bylo Palladium opět převezeno do Prahy a uloženo v chrámu sv. Víta, v důvěře, že tam nepadne tak lehko do rukou nepřítele. Když se švédský generál Wrangel dostal se svým vojskem až k Plzni, připojil se k němu plukovník Arnošt z Ottowaldu a prohlásil, že za příslušnou odměnu mu prozradí, jak snadno obsadit Prahu. Generál přistoupil na jeho návrh a 25. července byl tři hodiny cesty od Prahy a krátce po půlnoci se mu pak skutečně podařilo vniknout mezerou v hradbách do města. Švédové se zmocnili Hradčan a Malé Strany, plenili zde tři dny a neušetřili ani chrám sv. Víta. Palladium však v jejich rukou nezůstalo dlouho. Velkou zásluhu na tom měla opět Benigna Kateřina z Lobkowicz, která se dobře znala se švédským velitelem Karlem Gustavem. Obrátila se na něho a vyložila mu, jak velice by se zavděčil nové císařovně Marii Leopoldině, kdyby jí staroboleslavský obraz věnoval. Karlu Gustavovi, který právě jednal s císařem o míru, se tato rada zalíbila a tak se Paladium ocitlo opět ve Vídni. Císařští manželé je vděčně přijali a umístili ve své kapli. Brzy po uzavření vestfálského míru, kterým třicetiletá válka skončila, začala jednání o navrácení Palladia do Staré Boleslavi. Na nátlak arcibiskupa a vlivných šlechticů se císař Ferdinand rozhodl Palladium vrátit. Uspořádána k tomu byla opět velkolepá pouť a 8. září 1650 Palladium stanulo definitivně na oltáři chrámu ve Staré Boleslavi. Cestou z Vídně do Prahy projíždělo Palladium také Jindřichovým Hradcem, kde k této příležitosti složil a provedl Adam Michna z Otradovic (1600–1676) novou píseň oslavující Pannu Marii (uvedena níže). Když hrozilo roku 1662 nebezpečí vpádu tureckých vojsk, bylo Palladium ukryto v Praze. Také roku 1774, když hrozilo vypuknutí další války, bylo ukrýváno v Praze. Roku 1778 Palladium přečkalo pruské nebezpečí v úkrytu na faře v Berouně.

### Doba největší slávy
S ukončením dlouhých válečných útrap a plným nástupem barokní kultury začíná také období největšího rozkvětu staroboleslavského mariánského kultu. V letech 1674–1680 byla na cestě z Prahy do Staré Boleslavi vystavěna Via Sancta (Svatá cesta) neboli Via Maria, čítající čtyřiačtyřicet výklenkových kaplí, vzdálených od sebe přibližně čtyři sta metrů, tj. na délku Karlova mostu, a ozdobených mariánskými a svatováclavskými motivy. Po této cestě podle pověsti vezli 4. března v roce 932 (resp.938) mrtvé tělo knížete Václava z Boleslavi do Prahy. V 18. století byl okolo chrámu Nanebevzetí Panny Marie vybudován ambit, dostavěna jižní věž a upraveno západní průčelí dle návrhu architekta Kiliána Ignáce Dientzenhofera.

### Osvícenství a 19. století
Po zrušení řádu jezuitů v Českých zemích roku 1773 pečovala o Palladium opět naplno staroboleslavská kapitula. Císař Josef II. sice veřejné poutě dočasně zakázal, ale po jeho smrti byly znovu obnoveny. Jak uvádějí očitá svědectví, 22. ledna 1833 uprostřed noci nad chrámem Panny Marie náhle vzplanula jakási tajemná zář a tento jev trval asi dvě hodiny. Opakovalo se to 3. března 1834. Svědkové vstupovali plni úžasu do chrámu ve snaze dopátrat se zdroje této záře, ale na nic se nepřišlo. Nebylo to ostatně poprvé, nejznámější takové osvětlení bylo zaznamenáno už v noci ze 14. na 15. srpna 1639.

### V období Československé republiky
Podnícení nového zájmu o Palladium mezi katolíky nastal po roce 1918 s obnovením české státnosti. Osobnostmi, které se v této době zasloužily o rozvoj poutního místa, byly mimo jiných kanovníci Málek a prelát Jan Pauly, farář na Smíchově. Pauly pověřený správou kapituly po pozemkové reformě inicioval celkovou obnovu staroboleslavských kostelů či založení Matice staroboleslavské. Tyto aktivity směřovaly zejména k důstojné oslavě svatováclavského milénia v roce 1929 (1000. výročí světcova úmrtí), která byla v Boleslavi neoddělitelně spjata také s Palladiem. Právě v miléniovém roce 1929 se kostela Panny Marie ujímá nově řád redemptoristů. Ti šířili kult Palladia v celé zemi mimo jiné i vydáváním Staroboleslavského věstníku a počet poutníků tak stále rostl. Jejich snaha směřovala k dalšímu velkému staroboleslavskému výročí, totiž k roku 1938, kdy se zde slavilo třísté výročí (1638) návratu milostného obrazu po saském uloupení.
Stále větší pozornost Čechů k Palladiu také soustředily obavy o budoucnost Československa, ohrožovaného nacistickým Německem. Pouti do Staré Boleslavi získávaly stále více manifestační charakter. Hlavní jubilejní slavnosti Palladia se roku 1938 konaly 7.–11. září. Paladium bylo na několik dní převezeno slavnostní kolonou do Prahy na Vyšehrad a odtud na Staroměstské náměstí a do Týnského chrámu. Oslav se zúčastnilo přes sto padesát tisíc lidí. Slavnost také přenášel československý rozhlas. Poutě do Staré Boleslavi pokračovaly i v období Druhé republiky od března do září 1939. V obavě před Němci bylo tehdy Palladium tajně ukryto a nahrazeno kopií. Nacisté po něm údajně usilovně pátrali a říká se, že měli v plánu zničit celou Starou Boleslav. Z úkrytu bylo Palladium vyjmuto den před začátkem slavností na poděkování Panně Marii za ochranu země a osvobození Československa, které se konaly od 24. června do 1. července 1945. První zastávkou byl kostel sv. Cyrila a Metoděje v Karlíně, kde již od čtvrté hodiny ranní čekali lidé na jeho přivezení. Další zastávkou byl Plečnikův vinohradský chrám Nejsvětějšího Srdce Páně, kde nové tisíce věřících vítaly Ochránkyni a její posvátný obraz. K večeru pak byl obraz převezen do kostela sv. Václava na Smíchově a následující den do Vincentina, ústavu slepců, do nemocnice apod. Chrám sv. Antonína v Holešovicích byl Palladiu vyhrazen další den. Slavnost vyvrcholila uctíváním u sv. Ignáce na Karlově náměstí.
Naposledy Palladium opustilo Boleslav nedobrovolně v době komunistického teroru. V dubnu 1950 komunisté zrušili v Akci K redemptoristickou kolej a reliéf byl po čase uložen v depozitáři Státní banky, odkud se do Staré Boleslavi znovu vrátil zásluhou kanovníka a pozdějšího pražského světícího biskupa ThDr. Jana Lebedy roku 1969.

### Současnost
V roce 2009 byl pro Palladium k čtyřstému výročí památné pouti r. 1609 zhotoven péčí probošta kapituly Mgr. Vladimíra Kelnara nový rám z tropického dřeva obaleného stříbrným plechem a dekorován polodrahokamy. 28. září tohoto roku potom milostný obraz uctil v kostele sv. Václava Svatý otec Benedikt XVI., který navštívil Starou Boleslav v rámci své návštěvy České republiky.
V neděli 28. září 2014, přesně na den pět let po návštěvě papeže Benedikta XVI. ve Staré Boleslavi, byla v rámci Národní svatováclavské pouti provedena při hlavní poutní bohoslužbě na Mariánském náměstí apoštolským nunciem Giuseppe Leanzou korunovace Palladia novými korunkami. Ty požehnal v únoru téhož roku v rámci návštěvy českých biskupů Ad limina v Římě Svatý otec František. Dvě korunky vznikly na popud pražského arcibiskupa Dominika Duky, jako poděkování Panně Marii za ochranu zejména v době dvou totalit 20. století. Autorem několika variant návrhu, z nichž se vybírala finální podoba, je výtvarník Milan Zdeněk za spolupráce diecézního konzervátora Mgr. Vladimíra Kelnara, a jejich zhotovením byl pověřen klenotník Norbert Riegel. Podoba čelenky se čtyřmi stylizovanými květy lilie a křížem na vrcholu vychází ze svatováclavské koruny českých králů vytvořené r. 1346 Karlem IV. Jsou zhotoveny z 24 karátového 1 mm silného zlatého plechu a zdobeny 64 broušenými diamanty různé velikosti, největší má průměr 5 mm. Při této příležitosti byly mj. vyraženy Českou mincovnou zlaté a stříbrné pamětní mince.
V prosinci 2019 jmenoval pražský arcibiskup Dominik Duka svým dekretem probošta staroboleslavské kapituly trvale „Strážcem Palladia země České“ a zároveň ustanovil kolegium, které bude o Palladium pečovat. Mezi jeho členy patří diecézní konzervátor, starosta města, historik umění či zástupce Národního památkového ústavu.
V současné době je originál Palladia uložen v samostatné kapli v kostele Nanebevzetí Panny Marie ve Staré Boleslavi, kde pro ni byla péčí probošta kapituly P. Libora Bulína roku 2020 vytvořena nová prosklená bezpečnostní vitrina. Kapli lze navštívit za doprovodu průvodcovské služby po zakoupení vstupenky v informačním centru u kostela. Palladium bývá také pravidelně vystaveno spolu s relikvií svatého Václava při hlavní poutní bohoslužbě na Mariánském náměstí při Národní svatováclavské pouti. V rámci bohoslužeb je v presbytáři kostela vystavena a po jejím skončení k úctě věřících přístupná devoční kopie milostného obrazu.
Dne 8. července 2015 bylo Palladium usnesením vlády zařazeno s účinností od ledna 2016 na seznam národních kulturních památek.

## Palladium jako umělecké dílo

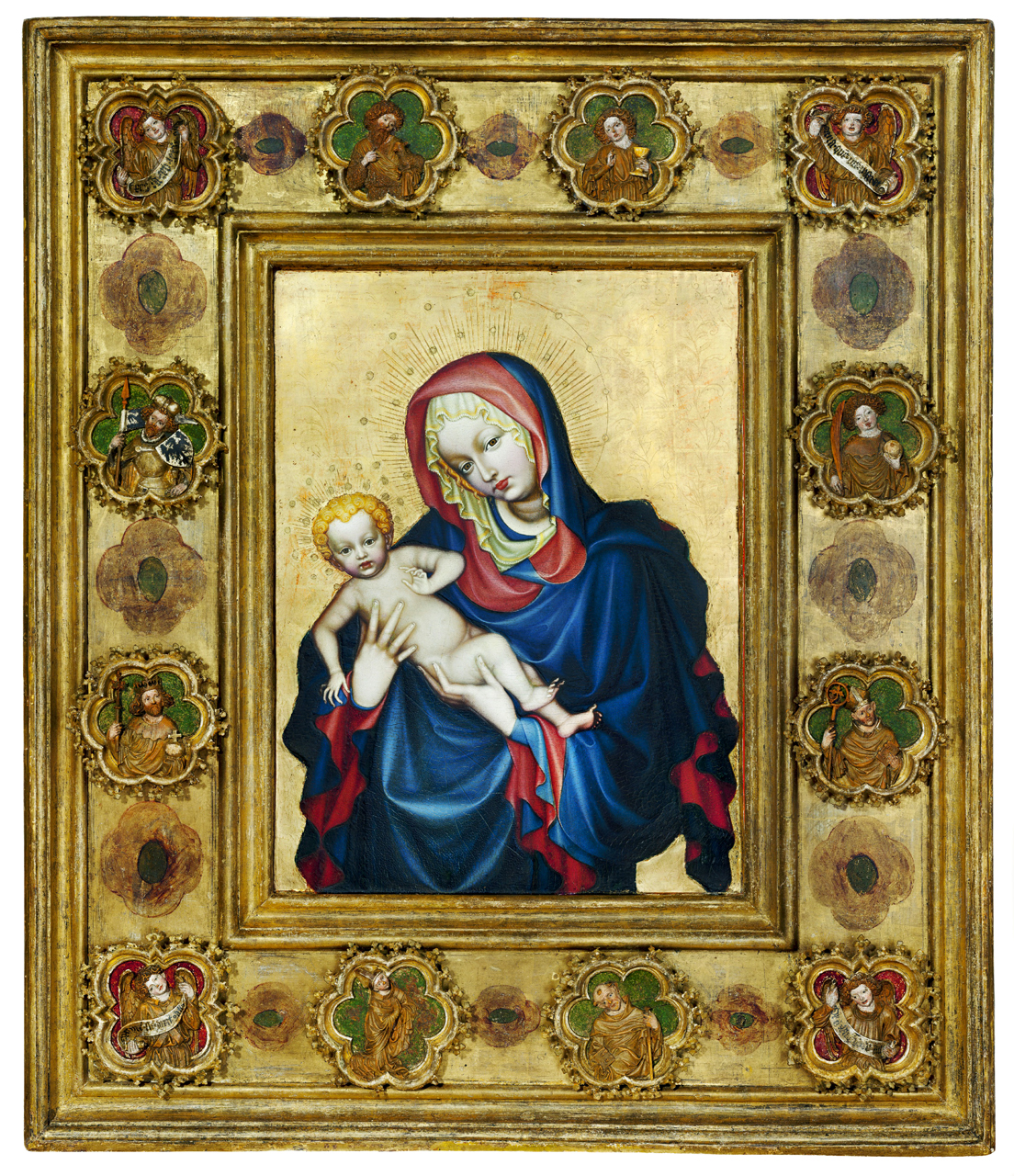
Madona svatovítská, Národní galerie v Praze

Malý kovový reliéf má rozměry 19 × 13,5 cm. Metalografická analýza prokázala složení: 90–95 % mědi, 4–9 % zlata. Ve své dnešní podobě reprodukuje ikonografický typ Svatovítské madony. Vzhledem k absenci písemných pramenů, je třeba se při dataci spolehnout na uměleckohistorické hodnocení, které je ovšem, vzhledem k rozměrům a technice zhotovení, obtížné. Starší literatura, nejdříve Antonín Podlaha s Eduardem Šitlerem později také František Stejskal, se domnívali, že mohl vzniknout v 2. polovině 15. století. Josef Cibulka vyslovil hypotézu, že dříve uvedená datace je možná, mohlo by se však také jednat o historizující nápodobu gotického obrazu až z poloviny 16. století. Odborník na užité umění Emanuel Poche potom posunul dataci reliéfu k roku 1500 s tím, že sledoval společné rysy s pozdně gotickými bustami českých patronů ze svatovítské katedrály. Oproti tomu novější literatura zabývající se Palladiem považuje jej za dílo přímo pocházející z období krásného slohu, kdy musel vzniknout jako poměrně raná reprodukce svého vzoru chovaného dnes ve svatovítském pokladu. Jako první zařadil vznik reliéfu do 80. let 14. století historik umění Ivo Kořán, který vyslovil hypotézu, že reliéf mohl původně vzniknout jako součást oltáře umístěného ve staroboleslavském kostele sv. Václava a do kostela Panny Marie se dostat až druhotně. Jeho dataci nejnověji podpořil také přední znalec české deskové malby 14. století Jan Royt.

### Michnova poutní píseň k Palladiu
Píseň se zpívala 17. srpna 1650 v Jindřichově Hradci, odkud autor pocházel a kde celý život působil, při převozu zázračného obrazu P. Marie staroboleslavské – Palladia Země české – z Vídně do Staré Boleslavi. Zpívala se porůznu až do 19. století. (Titul třidcatina znamená třicátý den po smrti, kdy končí doba předepsané smuteční lhůty.)
Adam Michna z Otradovic
Staročeská třidcatina. Aneb slavnost nanebevzetí Panny Marie
Radůjte se, ó Čechové,

mariánští sodálové,

ať varhany zní vesele:

trouby, bubny ať zní směle.

Mariji, Mariji ctíme,

dítky Matku velebíme.
Česká jestiť tato radost,

třidcatina, Panny slavnost:

Marie Nanebevzetí

s námi celé nebe světí.

Mariji, Mariji ctíme,

dítky Matku velebíme.
Anjelové prozpívají

a díky Bohu vzdávají,

proroci, apoštolové

dí: „Pán Bůh s vámi, Čechové!“

Mariji, Mariji ctíme,

dítky Matku velebíme.
Aj vzhůru, vzhůru, Čechové!

Marie lvice, vy lvové:

hotovte se prozpívati,

tak Matku pozdravovati.

Mariji, Mariji ctíme,

dítky Matku velebíme.
Budiž zdráva, Panno čistá,

dopřej naším zpěvům místa,

zpěvy upřímné zpíváme,

kyž se tobě zachováme.

Mariji, Mariji ctíme,

dítky Matku velebíme.
Však ať šťastnějí zpíváme,

k vám se, svatí, utíkáme:

svatí anjelové, přejte,

vaše loutny, housle dejte.

Mariji, Mariji ctíme,

dítky Matku velebíme.
David ať taktem spravuje

celý kůr a ozdobuje,

k varhanům skočte, anjelé,

hráti bude Cecilie.

Mariji, Mariji ctíme,

dítky Matku velebíme.
Bas zpívati doktorové

budou i patriarchové,

alt a tenor jinší svatí

budou společně zpívati.

Mariji, Mariji ctíme,

dítky Matku velebíme.
Nápodobně dyškantysté

všecky budou panny čisté,

ach, velmi libá muzika,

když hlas nebesa proniká.

Mariji, Mariji ctíme,

dítky Matku velebíme.
Materie těchto zpěvův

bude: Zdráva budiž, Čechův

Maria, lvů českých lvice,

kyž tě chválit můžem více.

Mariji, Mariji ctíme,

dítky Matku velebíme.
Budiž zdráva tisíckráte,

ano i stotisíckráte,

pod ochranou tvou mateřskou

chovej Kongregací českou.

Mariji, Mariji ctíme,

dítky Matku velebíme.
Amen, amen dokládejte,

amen, amen přikládejte,

echo amen opakuje,

a tak naše zvelebuje.

Matka Boží echo naše,

aj Čechové, zboží vaše.
(Česká mariánská muzika, 44)

## Kopie Palladia země české v Kutné Hoře
V chrámu sv. Barbory v Kutné Hoře je kopie staroboleslavského palladia, která byla vyrobena v roce 1708. Kutnohorské palladium bývá vystavováno každý rok na svátek sv. Václava.